# Пристанище Евы
«Приста́нище Е́вы» (англ. Eve's Hangout) — нью-йоркский лесбийский ночной клуб на улице Макдугал-стрит в богемном манхеттенском квартале Гринвич-Виллидж, созданный польской феминисткой Евой Кочевер и шведской художницей Рут Норландер в 1925 году. Это место также было известно как «Чайная Евы Адам», провокационный каламбур с именами «Ева» и «Адам».

## История
После открытия «The Grey Cottage» в Чикаго в 1920-х годах, Кочевер и Норландер переехали в Гринвич-Виллидж, которая стала важным районом для сообщества геев и лесбиянок в Нью-Йорке.
В 1925 году пара открыла «Пристанище Евы» на Макдугал-стрит, мекке богемных нью-йоркцев. На входе Кочевер повесила табличку с надписью «Men are admitted but not welcome» («Мужчины допускаются, но не приветствуются»).
Место было раем для лесбиянок, а также для мигрантов и рабочего класса. Очень часто такие представители интеллигенции, как Эмма Гольдман, подруга Евы Кочевер, посещали его. Он стал популярным клубом, особенно в среде художника Генри Миллера, Джун Миллер, Анаис Нин и Берениса Эббота. Кочевер обычно организовывала концерты и чтения, а также встречи, на которых было принято говорить о любви между женщинами, политических вопросах и либеральных идеях. Ради этого Ева Кочевер стала фигурантом «The Village».

## Полицейский рейд и закрытие
Некоторые консервативные газеты, такие как «Greenwich Village Quill», определили «Пристанище Евы» как место, «не очень полезное для подростков и не комфортное для мужчин» и начали его осуждать. Соседка сверху вызвала полицию. 11 июня 1926 года отряд полиции Нью-Йорка организовал рейд на бар. Один из детективов, молодая Маргарет Леонард, обнаружила книгу «Лесбийская любовь», которую Кочевер написала под псевдонимом Эвелин Адамс. Так Кочевер была арестована и признана виновной в «непристойном поведении» и «хулиганстве». Бар не выдержал ареста своей владелицы и вынужден был вскоре закрыться. Кочевер заключили в тюрьму на Джефферсон-Маркет до депортации из Соединённых Штатов в Европу, но Гринвич-Виллидж не забыли её.
В Европе Кочевер боролась, как европейские интеллигенты, за провозглашение Второй Испанской Республики. Она также управляла другим заведением под названием «Le Boudoir de l’Amour» на Монмартре и объединилась с «Dômiers» в «Le Dôme Café» на Монпарнасе. Она вернулась туда, чтобы встретиться со своими старыми друзьями по «Пристанищу Евы», такими как Генри Миллер и Анаис Нин.

## Наследие
«Пристанище Евы» стало историческим местом для ЛГБТ-сообщества в той же мере, в какой и для еврейской части Нью-Йорка. Он считается одним из первых лесбийских баров в Соединённых Штатах и признан наследием Нью-Йорка, а также Службой национальных парков США. Он включен в туры для европейцев на официальных сайтах США и считается обязательным к посещению.
Драматург Барбара Кан написала пьесу и мюзикл «Весна и осень Евы Адамс» и «Недостижимый Эдем», посвящённые «Пристанищу Евы».

## Настоящее время
Теперь на месте «Пристанища Евы» располагается итальянский ресторан и джаз-клуб «La Lanterna di Vittorio».
В современном Нью-Йорке это мемориал для таких ЛГБТ, как Стоунволл-Инн.